# Vladimir Yakovlevich Kolpakchi
Vladimir Yakovlevich Kolpakchi (tiếng Nga: Владимир Яковлевич Колпакчи; 7 tháng 9 năm 1899, Kiev - 17 tháng 5 năm 1961, Moskva), hay Kolpakchi Volodimir Yakovich (tiếng Ukraina: Колпакчи Володимир Якович), là một tướng lĩnh Liên Xô trong Chiến tranh Vệ quốc vĩ đại, Anh hùng Liên Xô. Ông là chỉ huy đầu tiên của Tập đoàn quân 62 nổi tiếng của Liên Xô, giữ chức vụ này từ tháng 7 đến tháng 8.

## Cuộc đời và sự nghiệp
Kolpakchi sinh ngày 7 tháng 9 (lịch cũ 26 tháng 8) năm 1899 tại Kiev trong một gia đình công nhân viên chức. Theo một số nguồn thì ông là người Nga, một số nguồn khác lại cho rằng ông có nguồn gốc Do Thái hoặc một người Krym.
Sau khi tốt nghiệp tiểu học ở Kiev và trung học Petrograd, ông vào khoa luật của Đại học Kiev. Tháng 5 năm 1916, ông được gọi đi trưng ngũ trong Quân đội Đế quốc Nga. Sau thời gian huấn luyện tại sở chỉ huy Quân đoàn 43, ông được điều động về phục vụ tại Quân đoàn 12, Tập đoàn quân 12 thuộc Mặt trận phía Bắc, với cấp bậc hạ sĩ quan, tham gia Thế chiến thứ nhất. Trong cuộc Cách mạng Tháng Hai năm 1917, ông được nghỉ ốm và tham gia các sự kiện cách mạng như một phần của biệt đội tại ủy ban của phe Petrograd. Ông gia nhập lực lượng Cận vệ Đỏ từ tháng 8 năm 1917, tham gia Cách mạng Tháng Mười ở Petrograd và cuộc tấn công vào Cung điện Mùa đông.
Ông gia nhập Hồng quân từ năm 1918 và tham gia Nội chiến Nga. Ông phục vụ trong Quân đoàn Đỏ Petrograd 1 với tư cách là đại đội trưởng và tiểu đoàn trưởng. Kể từ tháng 7 năm 1918, ông là tiểu đoàn trưởng thuộc trung đoàn súng trường 47, sư đoàn súng trường số 6, tham gia bảo vệ thành phố Petrograd chống lại các lực lượng Bạch vệ của các tướng A.P. Rodzyanko và N.N. Yudenich. Ông tốt nghiệp khóa huấn luyện và chỉ huy của Quân khu Petrograd vào tháng 6 năm 1919, một lần nữa được bổ nhiệm làm tiểu đoàn trưởng. Từ tháng 2 năm 1920 - Trợ lý Hậu cần Tập đoàn quân 14... Tham gia vào các trận chiến chống lại đội quân thổ phỉ Yu.I. Tyutyunnyk gần Odessa. Từ tháng 9 năm 1920 - chỉ huy của Pskov. Khi cuộc nổi loạn Kronstadt nổ ra vào đầu năm 1921, ông được bổ nhiệm làm chỉ huy Cụm tác chiến phía Nam của Tập đoàn quân số 7, trên cương vị này ông đã tham gia vào trận tấn công Kronstadt, bị trúng đạn pháo.

## Giải thưởng quân sự
- Sao vàng Anh hùng Liên Xô số 5858 (04/06/1945)
- 3 Huân chương Lenin (01/03/1937, 21/02/1945, 04/06/1945)
- 3 Huân chương Cờ đỏ (21/06/1937, 11/03/1944, 20/06/1949)
- 3 Huân chương Suvorov hạng I (21/09/1943, 23/08/1944, 29/05/1945)
- 2 Huân chương Kutuzov hạng I (9.04.1943, 27.08.1943)
- Huân chương Sao đỏ (16.06.1936)

## Lược sử quân hàm
- Lữ đoàn trưởng (Комбриг) (26.11.1935)
- Sư đoàn trưởng (Комдив) (8.3.1938)
- Thiếu tướng (4.6.1940)
- Trung tướng (14.2.1943)
- Thượng tướng (2.11.1944)
- Đại tướng (5.5.1961)